# Torneo de Catar 2022
El Qatar Total Open 2022 fue un torneo de tenis WTA 1000 en la rama femenina. Se disputó en Doha (Catar), en el complejo International Tennis and Squash y en cancha dura al aire libre, se jugó entre el 21 y el 28 de febrero de 2022.

## Distribución de puntos
| Modalidad           | Campeona | Finalista | Semifinales | Cuartos de final | 3.ª ronda | 2.ª ronda | 1.ª ronda | Clasificadas | 2.ª ronda de clasificación | 1.ª ronda de clasificación |
| Individual femenino | 900      | 585       | 350         | 190              | 105       | 60        | 1         | 30           | 20                         | 1                          |
| Dobles femenino     | 900      | 585       | 350         | 190              | -         | 105       | 1         | -            | -                          | -                          |

## Cabezas de serie

### Individuales femenino
| Tenista            | Ranking | Preclasificada |
| Aryna Sabalenka    | 2       | 1              |
| Barbora Krejčíková | 3       | 2              |
| Paula Badosa       | 5       | 3              |
| Anett Kontaveit    | 6       | 4              |
| Garbiñe Muguruza   | 7       | 5              |
| María Sákkari      | 8       | 6              |
| Iga Świątek        | 9       | 7              |
| Ons Jabeur         | 10      | 8              |
| Jessica Pegula     | 14      | 9              |
| Elina Svitólina    | 15      | 10             |
| Elena Rybakina     | 16      | 11             |
| Victoria Azárenka  | 17      | 12             |
| Angelique Kerber   | 18      | 13             |
| Cori Gauff         | 20      | 14             |
| Jeļena Ostapenko   | 21      | 15             |
| Elise Mertens      | 22      | 16             |

- Ranking del 14 de febrero de 2022.

### Dobles femenino
| Tenista                               | Ranking | Preclasificada |
| Barbora Krejčíková Kateřina Siniaková | 3       | 1              |
| Ena Shibahara Shuai Zhang             | 12      | 2              |
| Veronika Kudermétova Elise Mertens    | 13      | 3              |
| Gabriela Dabrowski Giuliana Olmos     | 28      | 4              |
| Alexa Guarachi Nicole Melichar        | 32      | 5              |
| Lyudmyla Kichenok Jeļena Ostapenko    | 52      | 6              |
| Desirae Krawczyk Ellen Perez          | 53      | 7              |
| Anna Danilina Beatriz Haddad Maia     | 63      | 8              |

## Campeones

### Individual femenino
Iga Świątek venció a  Anett Kontaveit por 6-2, 6-0

### Dobles femenino
Cori Gauff /  Jessica Pegula vencieron a  Veronika Kudermétova /  Elise Mertens por 3-6, 7-5, [10-5]